# Onychopterocheilus uralensis
Onychopterocheilus uralensis är en stekelart som först beskrevs av Kostylev 1940.  Onychopterocheilus uralensis ingår i släktet Onychopterocheilus och familjen Eumenidae. Inga underarter finns listade i Catalogue of Life.